# Almașu Mare (Alba)
Almașu Mare (allemand : Groß-Obstdorf; hongrois : Nagyalmás) est une commune située dans le județ d'Alba en Roumanie.

## Démographie
Avec une population de 1 289 habitants selon le recensement de 2011, la commune est composée de sept villages: Almașu Mare, Almașu de Mijloc (Középalmás), Brădet (Tannenbach), Cib (Tropfbach), Cheile Cibului (Theyenport), Glod (Kloden) et Nădăștia (Rohrfeld).
Lors de ce recensement de 2011, 97,59 % de la population se déclarent roumains (1,43 % ne déclarent pas d'appartenance ethnique et 0,46 % déclarent appartenir à une autre ethnie).

## Politique
| Parti | Parti                                      | Sièges |
| ----- | ------------------------------------------ | ------ |
|       | Parti national libéral (PNL)               | 3      |
|       | Parti social-démocrate (PSD)               | 3      |
|       | Parti Mouvement populaire (PMP)            | 2      |
|       | Alliance des libéraux et démocrates (ALDE) | 1      |

## Économie
C'est un ancien centre minier pour l'or, ce revenu provient principalement de l'agriculture et activités agro-touristiques.